# Majláth István

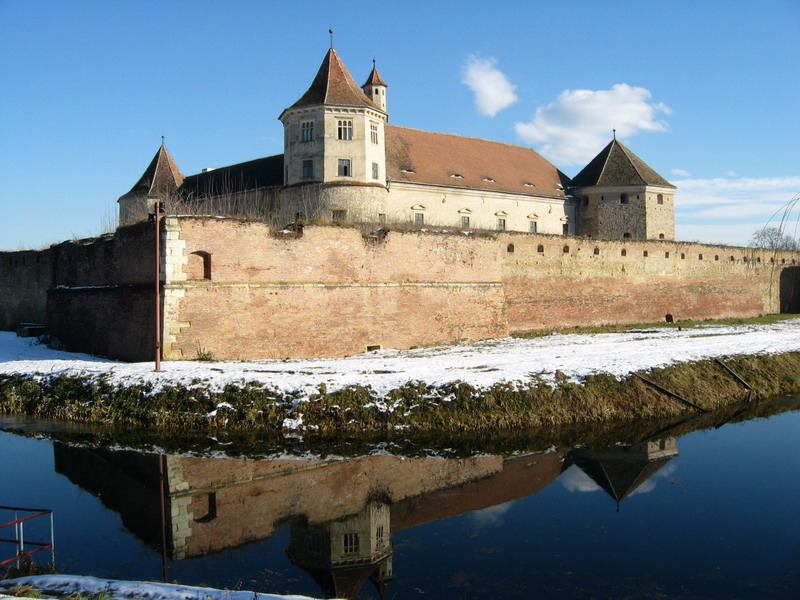
Fogaras vára

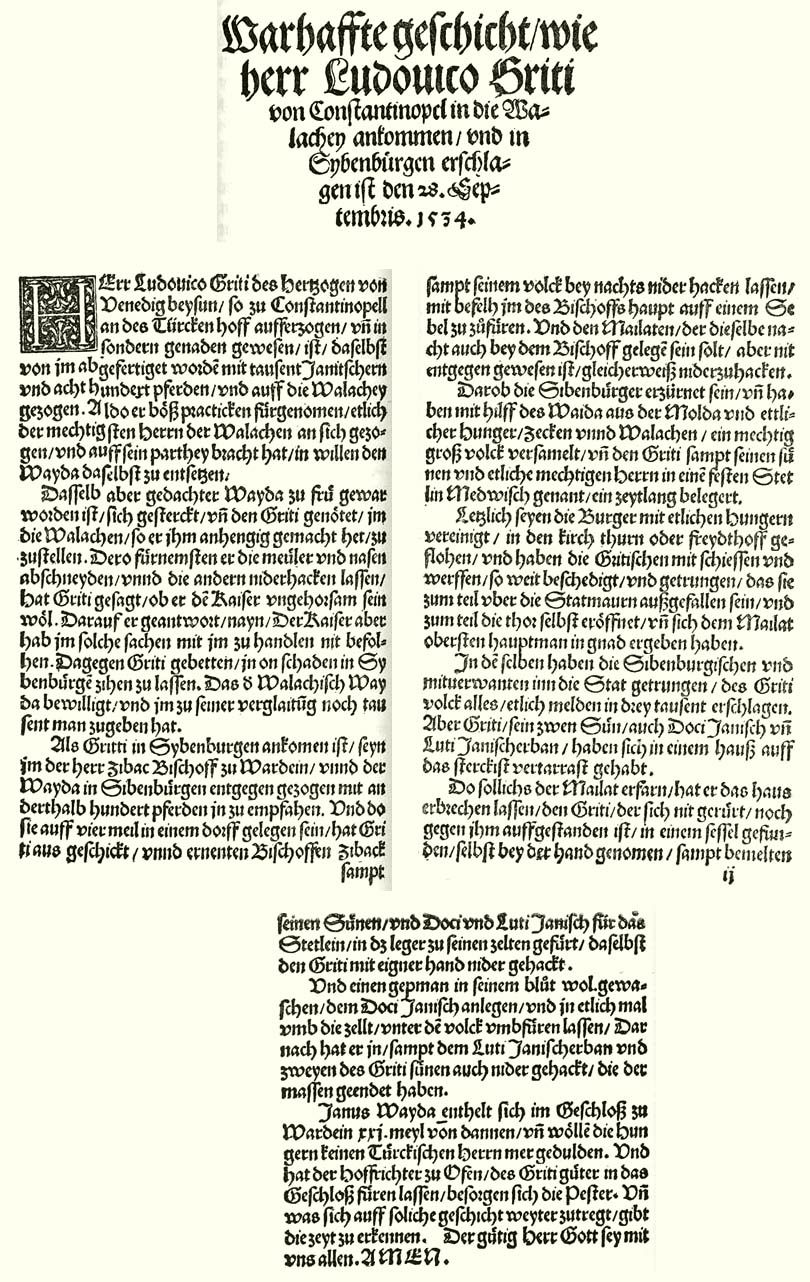
Egykorú újságlap Gritti haláláról.

Majláth István (alakváltozatai: Maylád, Májlát, Majlát, Mailáth, Majlád és Majáth, Majlád), (? – Konstantinápoly, 1550) erdélyi vajda.

## Élete
Születési helye, éve ismeretlen. Apja, Mátyás 1480 táján Erdélybe költözött és Fogaras táján telepedett meg, anyjának nevét sem ismerjük, úgyszintén keveset tudunk ifjúkori életéről. A mohácsi csatából szerencsésen megmenekült és I. Ferdinánd pártjára állott, akinek kezére adták Nádasdy Tamással és Zalay Jánossal együtt, Pozsony várát és a királyi kincseket.  I. Ferdinánd királytól megkapta Fogaras várát. 1528-ban Szapolyai János király pártjára állt.
Czibak Imre megöletése után a Lodovico Gritti ellen felzúdult közvélemény által indított mozgalom élére állt és az összetoborzott magyar sereg fővezérévé választották. Szapolyai és Ferdinánd hívei most először szánták rá magukat közös összefogásra. Majláth szövetségre lépett VIII. Vlad havasalföldi uralkodóval is és a Medgyes várába menekült Grittit megostromolták, s a várat bevették. Bár a Portától a moldvaiakat küldték a vár felmentésére, de a Huru vezette sereg átállt Majláth mellé.
- Lásd még Medgyes ostroma (1534)!

1534. szeptember 29-én Medgyes várában Grittit lefejeztette, fiait kiadta a moldvaiaknak.
Felesége Nádasdy Tamás húga, Anna volt, akit 1530-ban vett el, hozományul a fogarasi birtok egy részét kapta.
1534-ben erdélyi vajda lett. Ebbéli minőségében a felsőmagyarországi hadjáratot is vezette Fráter Györggyel együtt.
Ezután a Fráter Györggyel szembekerülő Majláth erdélyi pozíciói meginogtak és Szapolyai János Balassa Imre személyében társvajdát nevezett ki mellé. Majláth István Nádasdy Tamással és Thurzó Elekkel összefogva saját politikai mozgalmat indított. Majláth szervezkedése azonban elbukott.
Az 1540. április 14-ére Tordára hirdetett gyűlés Majláthot főbenjáró bűnben elmarasztalta. Javait elkoboztatta és halálra ítélte. János király halála után Fráter György megkísérelte Majláth hatalmát megtörni, de nem sikerült neki. Majláth 1540. augusztus 29-re, Segesvárra országgyűlést hirdetett, mely őt és Balassa Imrét országos főkapitányokká választotta. Ezután arra törekedett, hogy Erdély fejedelmévé válasszák meg. Ebből a célból összeköttetésbe lépett a törökökkel is, mely eredménytelen volt.
1541. július 20-án Fogarasnál Petru Rareș, a moldvai vajda elfogta és Konstantinápolyba vitette, ahol tíz évig szenvedett a Héttorony börtönben, ahol 1550-ben meghalt.

## Emlékezete
Alakja feltűnik az Egri csillagok című regényben. A Várkonyi Zoltán által rendezett filmben Horváth Jenő játszotta el a szerepét.